# كجينة
قرية كجينة هي قرية سودانية تقع في الجزء الجنوبي لولاية نهر النيل علي الضفة الشرقية للنهر وتبعد 90 كلم شمالاً من الخرطوم.

## التاريخ
مرت قرية كجينة بـ 4 مراحل:
1. كان السكان يقطنون الجزيرة بندي
2. في أوائل الأربعينات من القرن الماضي خرج الناس وسكنوا قرية كجينة القديمة في الضفة الشرقية لنهر النيل وعلي بعد 500 متر فقط من الضفة
3. في عام 1967 وبعد الفيضانات والسيول ارتحل حوالي نصف السكان إلي موقع كجينة الحالي
4. في عام 1976 كانت هناك فيضانات وسيول عاتية أتت علي ما تبقي من كجينة والتأم الشمل ولحقت باقي الأسر بالموقع الجديد. وقد رحلت بعض الأسر إلي السقاي ومنهم الزيناب والحامداب ليكونوا بالقرب من أهاليهم الذين سكنوا المنطقة منذ عشرات السنين.